# Lopimia
Lopimia es un género con dos especies de plantas de flores de la familia  Malvaceae. Fue descrito por Carl Friedrich Philipp von Martius y publicado en Nova Acta Phys.-Med. Acad. Caes. Leop.-Carol. Nat. Cur. 11: 96, en el año 1823.
Algunos autores lo consideran un sinónimo del género Pavonia.

## Especies seleccionadas
- Lopimia dasypetala
- Lopimia malacophylla